# Товариство історії і старожитностей Остзейських провінцій Росії
Товари́ство істо́рії і старожи́тностей Остзе́йських прові́нцій Росі́ї (нім. Gesellschaft für Geschichte und Altertumskunde der Ostseeprovinzen Russlands, GGuA) — наукове товариство балтійських німців, що працювало у 1834—1939 роках у Ризі (Російська імперія, Латвія). Займалося вивченням і популяризацією історії Остзейських губерній (Курляндської, Ліфляндської й Естляндської), збереженням писемних і археологічних пам'яток краю. Створене за ініціативи пастора Густава-Райнгольда Таубенгайма. Від 1890 року засідало у будинку Домського музею. Припинило існування після репатріації етнічних німців Латвії до Німецької імперії.

## Назва
- 1834—1919: Товари́ство істо́рії і старожи́тностей Остзе́йських прові́нцій Росі́ї (нім. Gesellschaft für Geschichte und Altertumskunde der Ostseeprovinzen Russlands; рос. Общество истории и древностей Остзейских губерний)
- 1919—1939: Товариство історії і старожитностей в Ризі (нім. Gesellschaft für Geschichte und Altertumskunde zu Riga)

## Опис
Згідно зі статутом від 1839 року метою Товариство було сприяння поширенню і збереженню всього, що стосується історії і старожитностей. Воно займалося зібранням пам'яток історії та археології Східної Балтики, проводило зібрання членів і видавало наукові праці. 
Кожен член організації мусив брати участь у зборах Товариства і робити щорічний внесок по 4 рубля сріблом. Ті, хто жертвував 100 рублів сріблом отримував статус головного члена Товариства. Станом на 1898 року Товариство нараховувало 550 членів.
Головним друкованим органом Товариства був журнал «Відомості у сфері історії Ліфляндії, Естляндії і Курляндії» (нім. Mitteilungen aus dem Gebiete der Geschichte Liv-, Est- und Kurlands). 1921 року він змінив назву на «Відомост Ліфляндської історії», а 1938 року — на «Відомості Балтійської історії»
Товариство зібрало наукову бібліотеку в понад 70 тисяч томів. 
1883 року Товариство провело культурно-історичну виставку у Ризі, а 1896 року організувало 10-й археологічний з'їзд

## Публікації
- Die 700 Jahre der Geschichte Livlands. Riga, 1859.
- Mitteilungen aus dem Gebiete der Geschichte Liv-, Est- und Kurlands. Riga-Leipzig: E. Frantzen, 1837–1939.
- Sitzungsberichte der Gesellschaft fur Geschichte und Alterthumskunde der Ostseeprovinzen Russlands. Riga, 1877 — 1936.
- Die Stadtische Prafanarchitektur der Gothik der Renaissance und des Barocco in Riga, Reval und Narva. Lubeck, 1892.
- Отзыв Общества истории и древностей трех Остзейских губерний по вопросу об охране памятников старины в России. Рига, 1909.
- Der Bericht uber die Arbeiten fur das Liv-, est- und Kurlandische Urkundenbuch sowie die Akten und Recesse der Livlandischen Standetage... Riga, 1909.
- Fuhrer durch die Sammlungen der Gesellshaft im Dommuseum. Riga, 1911.
- Baltische Baudenkmaler. Riga, 1926—1930.
- Baltische Studien zur Archaologie und Geschichte. Berlin, 1914.
- Mitteilungen aus der baltischen Geschichte. Riga, 1939.

## Склад

### Голови
- 1854—1860: Карл-Едуард фон Наперський

### Члени
- 1859: Бунге, Фрідріх-Георг, почесний член.
- 1867: Едуард Вінкельманн, член-кореспондент.
- 1897: Серафім, Август-Роберт, член-кореспондент[1].